# Pseudocoptops seychellarum
Pseudocoptops seychellarum är en skalbaggsart som beskrevs av Stefan von Breuning 1977. Pseudocoptops seychellarum ingår i släktet Pseudocoptops och familjen långhorningar.
Artens utbredningsområde är Seychellerna. Inga underarter finns listade i Catalogue of Life.